# Liste der Internationalen Meister (Verleihung 1964)

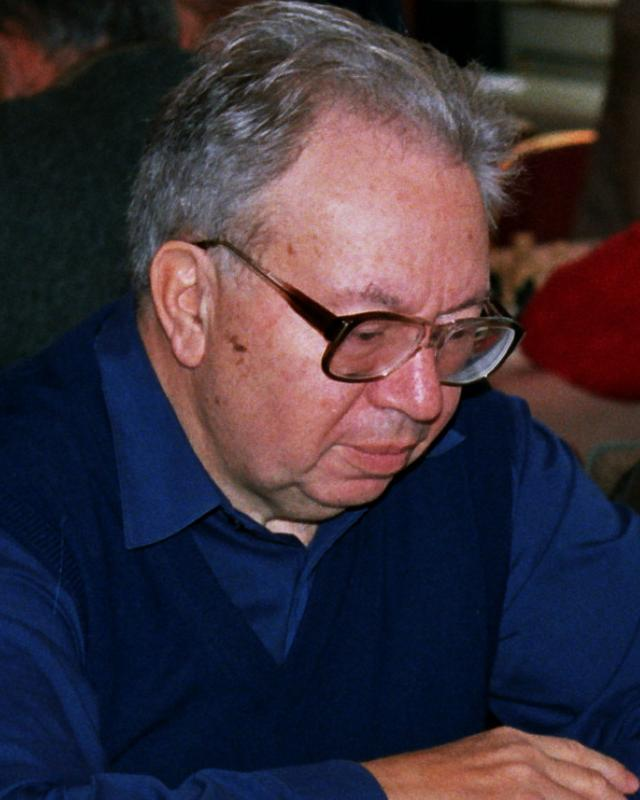
Abram Chassin verlor in der Schlacht von Stalingrad beide Beine.

Die Liste der Internationalen Meister des Jahres 1964 führt alle Schachspieler auf, die im Jahr 1964 vom Weltschachbund FIDE den Titel Internationaler Meister erhalten haben.
Im Mai 2024 sind mit Iivo Nei und Coen Zuidema noch zwei der damals 17 geehrten Spieler am Leben. Vier der 17 Spieler erreichten später den Großmeistertitel, weiteren zwei Spielern wurde später der Titel eines Ehren-Großmeisters verliehen. 

## Legende
Die Tabelle enthält folgende Angaben:
- Name: Nennt den Namen des Spielers.
- Land: Nennt das Land, für das der Spieler 1964 spielberechtigt war.
- Lebensdaten: Nennt das Geburtsjahr und gegebenenfalls das Sterbejahr des Spielers.
- GM: Gibt für Spieler, die später zum Großmeister ernannt wurden, das Jahr der Verleihung an.
- HGM: Gibt für Spieler, die später zum Ehren-Großmeister ernannt wurden, das Jahr der Verleihung an.
- weitere Verbände: Gibt für Spieler, die früher oder später für mindestens einen anderen Verband spielberechtigt waren, diese Verbände mit den Zeiträumen der Spielberechtigung (sofern bekannt) an. Wechsel zu einem Nachfolgestaat sind nur berücksichtigt, wenn der Spieler zu diesem Zeitpunkt noch schachlich aktiv war.

## Liste
| Name                | Land        | Lebensdaten | GM   | HGM  | weitere Verbände                                   |
| ------------------- | ----------- | ----------- | ---- | ---- | -------------------------------------------------- |
| Børge Andersen      | Dänemark    | 1934–1993   |      |      |                                                    |
| Jacek Bednarski     | Polen       | 1939–2008   |      |      |                                                    |
| Enver Bukić         | Jugoslawien | 1937–2017   | 1976 |      | Slowenien (ab 1992)                                |
| Abram Chassin       | Sowjetunion | 1923–2022   |      |      | Russland (seit 1992)                               |
| Zbigniew Doda       | Polen       | 1931–2013   |      |      |                                                    |
| Raimundo García     | Argentinien | 1936–2020   |      |      |                                                    |
| Eduard Gufeld       | Sowjetunion | 1936–2002   | 1967 |      | Georgien (1992–1997), Vereinigte Staaten (ab 1998) |
| Dragoljub Janošević | Jugoslawien | 1923–1993   | 1965 |      |                                                    |
| Vladimir Kozomara   | Jugoslawien | 1922–1975   |      |      |                                                    |
| Frans Kuijpers      | Niederlande | 1941–2024   |      |      |                                                    |
| Anatoli Lein        | Sowjetunion | 1931–2018   | 1968 |      | Vereinigte Staaten (ab 1978)                       |
| Rudolf Marić        | Jugoslawien | 1927–1990   |      | 1990 |                                                    |
| Dragoljub Minić     | Jugoslawien | 1937–2005   |      | 1990 |                                                    |
| Iivo Nei            | Sowjetunion | 1931        |      | 2024 | Estland (seit 1991)                                |
| Béla Sándor         | Ungarn      | 1919–1978   |      |      |                                                    |
| Boris Wladimirow    | Sowjetunion | 1929–1999   |      |      | Russland (ab 1992)                                 |
| Coen Zuidema        | Niederlande | 1942        |      |      |                                                    |